# Gottfried II. von Apremont

Wappen Gottfrieds II. von Apremont

Gottfried II. von Apremont (franz.: Geoffroy d’Apremont; * um 1210; † Januar 1250 vor al-Mansura in Ägypten) war Herr (Sire) von Apremont und aus dem Recht seiner Frau (de iure uxoris) Graf von Saarbrücken.
Gottfried war der älteste Sohn Goberts VI. des Glücklichen von Apremont († 1263) und der Julianne von Rozoy († 1255). Seine jüngeren Brüder waren unter anderem:
- Gobert VII. († 1278/80)
- Johann, Kanoniker in Verdun, Prévôt von Montfaucon
- Guido von Rubigny († 1270 auf dem Siebten Kreuzzug vor Tunis)

Gottfried erbte 1238 die Herrschaft Apremont-la-Forêt, nachdem sein Vater als Mönch in die Abtei von Villers in Brabant eingetreten war. Auf Betreiben seines Onkels, Bischof Johann I. von Metz, heiratete er um 1235 Lauretta von Saarbrücken, die älteste Tochter des Grafen Simon III. von Saarbrücken. In deren Namen beanspruchte Gottfried das gesamte Erbe seines Schwiegervaters, geriet dadurch aber mit den drei Schwestern seiner Frau in Konflikt, die einen gleichberechtigten Anteil forderten. Gottfried und sein Onkel, der als Bischof von Metz der Lehnsherr von Saarbrücken war, schalteten den Grafen Heinrich II. von Bar als Schiedsrichter ein. Der urteilte am 4. April 1235 zugunsten Gottfrieds, während die Schwägerinnen geringfügig abgefunden wurden.
Im Jahr 1248 fasste Gottfried den Entschluss, sich dem Sechsten Kreuzzug unter dem französischen König Ludwig IX. dem Heiligen anzuschließen. Dazu machte er eine Schenkung an die Priorei Notre-Dame in Apremont. Er reiste gemeinsam mit seinem Bruder, Gobert, und beider Vetter, Jean de Joinville, von Marseille aus nach Zypern, wo sie sich dem königlichen Gefolge anschlossen. Von Joinville wurde Gottfried in dessen Chronik (Vie de Saint Louis) mit dem Namen Johann (Jehan) genannt. Gottfried nahm an der Einnahme von Damiette (Juni 1249) teil und starb im Januar 1250 im Feldlager vor al-Mansura.
Er hinterließ keine Kinder. Seine Frau heiratete wenig später Dietrich Luf I. von Kleve.

## Einzelnachweis
1. ↑  Joinville II, §4, hrsg. von Ethel Wedgewood (1906), S. 46, 48 und 50

| Vorgänger  | Amt                                             | Nachfolger                              |
| ---------- | ----------------------------------------------- | --------------------------------------- |
| Gobert VI. | Herr von Apremont 1238–1250                     | Gobert VII.                             |
| Simon III. | Graf von Saarbrücken (de iure uxoris) 1245–1250 | Dietrich Luf von Kleve (de iure uxoris) |

| Personendaten    | Personendaten                                    |
| ---------------- | ------------------------------------------------ |
| NAME             | Gottfried II. von Apremont                       |
| ALTERNATIVNAMEN  | Geoffroy II d’Apremont                           |
| KURZBESCHREIBUNG | Herr von Apremont-la-Forêt, Graf von Saarbrücken |
| GEBURTSDATUM     | um 1210                                          |
| STERBEDATUM      | Januar 1250                                      |
| STERBEORT        | al-Mansura                                       |